# Manuel Benjamín Cisneros
Manuel Benjamín Cisneros (Huánuco, 29 de mayo de 1830-Jauja, 2 de diciembre de 1881), fue un abogado, magistrado y político peruano.

## Biografía
Hijo de Roberto Benjamín Cisneros y Nicolasa Cisneros de la Torre; sin embargo, se sabe que el nombre de su padre es ficticio, Se afirma que el verdadero padre de los hermanos Benjamín Cisneros fue el sacerdote Gregorio Cartagena. Sus hermanos fueron también destacadas personalidades: Luis Benjamín Cisneros, poeta y diplomático; y Luciano Benjamín Cisneros, abogado y político.
Estudió Jurisprudencia en el Convictorio de San Carlos de Lima, cuyo rector era por entonces Bartolomé Herrera. Debido a sus méritos fue nombrado celador de los alumnos (1848), profesor de los cursos de Religión (1850) y Francés (1851), y vicerrector (1851).
En 1852 se recibió como abogado e integró la misión diplomática presidida por Bartolomé Herrera ante la Santa Sede, en calidad de adjunto.
De regreso al Perú fue designado juez interino de primera instancia en Jauja y Huancayo, pasando a ser poco después juez propietario (1858). Continuando su ascenso, fue elegido fiscal de la Corte Superior de Justicia de Áncash (1862) y luego de la de Lima (1864). Fue también miembro de la Comisión Redactora del Código Penal.
En 1865 fue nombrado enviado extraordinario y ministro plenipotenciario del Perú en el Ecuador.
En 1868 fue elegido diputado por la provincia de Jauja, mientras que su hermano Luciano Benjamín Cisneros lo era por la provincia de Huánuco. Fue designado segundo vicepresidente de su Cámara y al iniciarse la legislatura ordinaria de 1870 fue elegido presidente. Por entonces, el Congreso de la República lo nombró vocal de la Corte Suprema de Justicia, por lo que debió renunciar a su alto cargo parlamentario para dedicarse exclusivamente a la magistratura.
Al producirse la ocupación chilena de Lima (1881), se trasladó a Jauja, donde falleció poco después.